# Японо-китайская война (1937—1945)
Япо́но-кита́йская война́ 1937—1945 годо́в (кит. трад. 中國抗日戰爭, упр. 中国抗日战争, пиньинь Zhōngguó kàngrì zhànzhēng; яп. 日中戦争 Нитю: сэнсо:) — война между Китайской Республикой и Японской империей, начавшаяся до Второй мировой войны и продолжавшаяся до её окончания.
Несмотря на то, что оба государства вели периодические боевые действия с 1931 года, полномасштабная война развернулась в 1937 году и закончилась капитуляцией Японии в 1945 году. Война явилась следствием проводившегося в течение нескольких десятилетий империалистического курса Японии на политическое и военное господство в Китае для захвата огромных сырьевых резервов и других ресурсов. В то же время, нарастающий китайский национализм и находящие всё более широкое распространение идеи самоопределения (как китайского, так и других народов бывшей империи Цин) сделали военное столкновение неизбежным. До 1937 года стороны сталкивались в спорадических боях, так называемых «инцидентах», так как обе стороны по многим причинам воздерживались от развязывания тотальной войны. В 1931 году произошло вторжение японских войск в Маньчжурию (также известное как «Мукденский инцидент»). Последним из подобных инцидентов стал инцидент на мосту Марко Поло — обстрел японцами моста Марко Поло 7 июля 1937 года, положивший официальное начало полномасштабной японской агрессии против Китая.
В 1937—1941 годах Китай сражался, опираясь на помощь США и СССР, заинтересованных в затягивании Японии в «болото» войны в Китае. После нападения японцев на военную базу в Перл-Харборе японо-китайская война стала частью Второй мировой войны.

## Варианты названия
В российской историографической традиции наиболее распространённым является наименование «Японо-китайская война 1937—1945 годов». В источниках на Западе чаще встречается название «Вторая японо-китайская война» (англ. Second Sino-Japanese War) . В то же время часть китайских историков использует широко распространённые в Китае именования: «Восьмилетняя война сопротивления Японии», «Война сопротивления Японии», «Война сопротивления китайского народа японской агрессии», «Сопротивление китайского народа японскому милитаризму» и другие аналогичные.

## Предыстория конфликта
Корни конфликта лежат в начавшейся во второй половине XIX века индустриальной революции в Японии. Развитие капиталистической экономики быстро исчерпало ресурсы собственной японской экономики; существовала настоятельная необходимость в новых рынках сбыта и сырьевых придатках. Первые военные действия состоялись уже в конце XIX века, когда во время Японо-китайской войны 1894—1895 годов Китай, находившийся в составе маньчжурской империи Цин, был разгромлен Японией и принуждён отдать Тайвань и признать независимость (отказаться от протектората) Кореи по Симоносекскому договору.
Империя Цин пребывала на грани краха из-за внутренних революционных выступлений и экспансии иностранного империализма, тогда как Япония стала великой державой благодаря эффективным мерам в ходе модернизации, включая серьёзнейшую иностранную военно-техническую помощь. Китайская республика была провозглашена в 1912 году в результате Синьхайской революции, разрушившей империю Цин. Однако зарождающаяся республика была даже слабее, чем ранее — это относится к периоду милитаристских войн. Перспективы объединения нации и отражения империалистической угрозы выглядели очень отдалёнными. Некоторые военачальники даже объединялись с различными иностранными силами в попытках взаимного уничтожения. Например, правитель Маньчжурии Чжан Цзолинь придерживался военного и экономического сотрудничества с японцами. Таким образом, Япония представляла собой главную иностранную угрозу для Китая в период ранней республики.
В 1915 году Япония опубликовала Двадцать одно требование, продвигая свои политические и коммерческие интересы в Китае. После Первой мировой войны Япония приобрела германскую сферу влияния в Шаньдуне. Китай под управлением правительства в Пекине пребывал в состоянии раздробленности и не мог оказывать сопротивление иностранным вторжениям до Северного похода 1926—1928 годов, организованного Гоминьданом (Китайской националистической партией), который соперничал с правительством, находящимся в Гуанчжоу. Северный поход проходил по территории Китая, подавляя конкурирующие силы, пока не был остановлен в Шаньдуне силами пекинского режима, который был поддержан японцами, попытавшимися помешать армии Гоминьдана объединить Китай под своей властью. Кульминацией данных событий стал Цзинаньский инцидент, произошедший в 1928 году, в котором гоминьдановская армия и японцы были вовлечены в непродолжительный военный конфликт. В том же году правитель Маньчжурии Чжан Цзолинь был убит в связи с ослаблением сотрудничества с японцами. Вслед за этими событиями гоминьдановское правительство Чан Кайши достигло окончательной цели — объединения Китая. Это произошло в 1928 году.
Многочисленные конфликты между Китаем и Японией продолжали существовать в силу роста китайского национализма и ввиду того, что одной из конечных целей политической философии Сунь Ятсена (Три народных принципа) было избавление Китая от иностранного империализма. Однако Северный поход объединил Китай лишь номинально — гражданские войны между бывшими военачальниками и соперничающими гоминьдановскими фракциями ломали это единство. К тому же китайские коммунисты бунтовали против центрального правительства, требуя чистки его состава. Вследствие этого китайское центральное правительство отвлекалось на гражданские войны и следовало политике первоочерёдности внутреннего умиротворения перед сопротивлением внешним врагам. Такая ситуация приводила к незначительному сопротивлению продолжающейся японской агрессии. В 1931 году, сразу после Мукденского инцидента, Япония вторглась в Маньчжурию. После пяти месяцев борьбы, в 1932 году, в Маньчжурии был установлен прояпонский марионеточный режим — государство Маньчжоу-Го. Оно было признано последним императором Китая, Пу И, который при поддержке японцев был поставлен в его главе. Не имея возможности бросить вызов Японии напрямую, Китай попросил помощи у Лиги Наций. Лига провела расследование, после которого осудила Японию за вторжение в Маньчжурию и принудила Японию к выходу из Лиги Наций. Со второй половины 1920-х годов и на протяжении 1930-х годов миротворчество было основой политики мирового сообщества, и ни одно из государств не желало добровольно занять более активную позицию, чем дипломатические протесты. Японской стороне Маньчжурия виделась в роли источника первичного сырья и буферного государства, отделяющую захваченные ей земли от Советского Союза.
За Мукденским инцидентом последовали непрекращающиеся конфликты. В 1932 году китайские и японские солдаты сражались в короткой войне, называемой «Инцидент 28 января». Эта война привела к демилитаризации Шанхая, в котором китайцам было запрещено размещать свои вооружённые силы. В Маньчжоу-Го шла длительная кампания по борьбе с антияпонскими добровольческими армиями, которые возникли на почве народного разочарования в политике непротивления японцам. В 1933 году японцы атаковали район Великой Китайской стены, что привело к заключению перемирия, которое давало японцам контроль над провинцией Жэхэ и создавало демилитаризованную зону между Великой Китайской стеной и районом Пекин-Тяньцзинь. Целью японцев было создание другой буферной зоны, на этот раз между Маньчжоу-Го и китайским националистическим правительством, столицей которого был Нанкин.
Вдобавок ко всему, Япония продолжала использовать внутренние конфликты между китайскими политическими группировками для их взаимного ослабления. Это ставило нанкинское правительство перед фактом — на протяжении нескольких лет после Северного похода политическая власть националистического правительства простиралась только на области вокруг дельты реки Янцзы, в то время как другие регионы Китая, по сути, удерживались в руках региональных властей. Таким образом, Япония часто откупалась или создавала специальные связи с этими региональными властями, чтобы подорвать попытки центрального националистического правительства сплотить Китай. Чтобы осуществить это, Япония выискивала различных китайских предателей для взаимодействия и оказания помощи этим людям, возглавляющим некоторые дружественные японцам автономные правительства. Эта политика называлась «специализацией» Северного Китая, также она была известна как «Движение за автономию Северного Китая». Специализация затронула северные провинции Чахар, Суйюань, Хэбэй, Шаньси и Шаньдун.
Под давлением Японии в 1935 году Китай подписывает японские условия нормализации обстановки в Северном Китае, которые запретили Коммунистической партии Китая (КПК) партийную деятельность в Хэбэе и действенно покончили с китайским контролем Северного Китая. В том же году заключено соглашение между китайскими властями в монгольской провинции Чахар и японцами о демилитаризации восточной части провинции и смещении с поста её губернатора, что изгнало КПК из Чахара. Таким образом, к концу 1935 года китайское центральное правительство фактически оставило Северный Китай. Соответственно, на его территории были учреждены поддерживаемые японцами органы власти (Мэнцзян и «Антикоммунистическое автономное правительство Восточного Цзи»).

## Причины войны
У каждого из вовлечённых в войну государств были свои мотивы, цели и причины участия в ней. Для понимания объективных причин конфликта важно рассмотреть всех участников по отдельности.
 Японская империя: Империалистическая Япония начала войну в попытке уничтожить китайское центральное правительство Гоминьдана и установить марионеточные режимы, следующие японским интересам. Однако, неспособность Японии привести войну в Китае к желаемому окончанию, соединённое со всё более и более неблагоприятными торговыми ограничениями Запада в ответ на продолжающиеся действия в Китае, приводило к большим потребностям Японии в природных ресурсах, которые имелись в Малайзии, Индонезии и Филиппинах, контролируемых Великобританией, Нидерландами и США соответственно. Японская стратегия овладения этими недоступными ресурсами привела к атаке на военную базу в Пёрл-Харборе и открытию Тихоокеанского театра военных действий Второй мировой войны.
 Китайская республика (под управлением Гоминьдана): До начала полномасштабных боевых действий националистский Китай сосредоточивал усилия на модернизации армии и создании жизнеспособной оборонной промышленности для увеличения своей боевой мощи в противовес Японии. Так как Китай был объединён под властью Гоминьдана лишь формально, он находился в состоянии постоянной борьбы с коммунистами и различными милитаристскими объединениями. Однако, с тех пор, как война с Японией стала неизбежной, отступать было некуда, даже несмотря на полную неготовность Китая к борьбе с сильно превосходящим противником. В целом, Китай преследовал следующие цели: противостоять японской агрессии, объединить Китай под началом центрального правительства, освободить страну от иностранного империализма, осуществить победу над коммунизмом и возродиться в качестве сильного государства. По существу эта война выглядела войной за возрождение нации. В современных тайваньских военно-исторических исследованиях имеет место тенденция переоценивать роль НРА в этой войне, хотя в целом уровень боеспособности Национально-революционной армии был достаточно низким.
 Китай (под управлением Коммунистической партии Китая): до 1940 года участвовали в вооруженной борьбе против японских войск совместно с Гоминьданом, но после успеха в Битве ста полков и последовавшего после неё предательства Гоминьдана разорвали с ним все отношения и перешли к партизанской борьбе против японцев.
 Советский Союз: СССР, в связи с обострением ситуации на Западе, был выгоден мир с Японией на востоке, чтобы избежать в случае возможного конфликта втягивания в войну на два фронта. В связи с этим Китай представлялся хорошей буферной зоной между сферами интересов СССР и Японии. СССР было выгодно поддерживать любую центральную власть в Китае, чтобы она как можно эффективнее организовала отпор японской интервенции, уводя японскую агрессию от советской территории. Кроме того, СССР рассматривался властями Японии как противник. Так, участники совещания руководящего состава японских сухопутных сил в июне 1933 года приняли обращение к императору с рекомендацией сосредоточить усилия и финансовые средства на подготовке к столкновению с СССР, который рассматривался как «противник номер один».
 Великобритания: В 1920-е и 1930-е британская позиция по отношению к Японии была миролюбивой. Так, оба государства входили в Англо-японский союз. Многие представители британского сообщества в Китае поддерживали действия Японии, ослабляющие националистическое китайское правительство. Это происходило из-за отмены китайскими националистами большинства иностранных концессий и восстановления права устанавливать собственные налоги и тарифы, без британского влияния. Всё это негативно сказывалось на британских экономических интересах. С началом Второй мировой войны Великобритания сражалась с Германией в Европе, надеясь, в то же время, на то, что ситуация на японо-китайском фронте будет находиться в патовом состоянии. Это дало бы возможность выиграть время для возврата тихоокеанских колоний в Гонконге, Малайзии, Бирме и Сингапуре. Большая часть британских вооружённых сил была занята войной в Европе и могла уделить лишь очень небольшое внимание войне на Тихоокеанском театре военных действий.
 США: США придерживались политики изоляционизма до нападения Японии на военную базу в Пёрл-Харборе, однако помогали Китаю добровольцами и дипломатическими мерами, но в то же время снабжали до 1940 года Японию ресурсами, оборудованием, станками и до 25 июля 1941 года нефтью. США также вводили эмбарго на торговлю сталью (июль 1940 года) против Японии, требуя вывода её войск из Китая. Со втягиванием во Вторую мировую войну, в частности, войну против Японии, для США Китай стал естественным союзником. Имела место американская помощь этой стране в её борьбе против Японии.
 Вишистская Франция: Основные пути поставок американской военной помощи пролегали через китайскую провинцию Юньнань и Тонкин, северную область Французского Индокитая, поэтому Япония желала блокировать китайско-индокитайскую границу. В 1940 после поражения Франции в европейской войне и установления марионеточного режима Виши Япония осуществила вторжение во Французский Индокитай. В марте 1941 японцы окончательно вытеснили французов из Индокитая, провозгласив там собственные колонии.
 Свободная Франция: В декабре 1941 после японского нападения на военную базу в Пёрл-Харборе лидер движения «Свободная Франция» Шарль де Голль объявил войну Японии. Французы выступали исходя из обще-союзнических интересов, а также в целях удержания азиатских колоний Франции под своим контролем.
В целом, все союзники националистического Китая имели свои цели и задачи, зачастую очень отличающиеся от китайских. Это нужно учитывать при рассмотрении причин тех или иных действий разных государств.

## Силы сторон

### Японская империя
В японской армии, выделенной для боевых действий в Китае, было 12 дивизий, насчитывавших 240—300 тысяч солдат и офицеров, 700 самолётов, около 450 танков и бронемашин, более 1,5 тысяч артиллерийских орудий. Оперативный резерв японской армии были части Квантунской армии и 7 дивизий, размещённых в метрополии. Кроме того, имелось около 150 тысяч маньчжурских и монгольских солдат, служивших под началом японских офицеров. Для поддержки с моря действий сухопутных войск выделялись значительные силы военно-морского флота. Японские войска были хорошо обучены и оснащены.:342

### Китайская республика
К началу конфликта в Китае имелось 1 900 000 солдат и офицеров, 500 самолётов (по другим данным летом 1937 г. в китайских ВВС насчитывалось около 600 боевых самолётов, из них 305 истребителей, но боеспособными были не более половины), 70 танков, 1000 артиллерийских орудий. При этом непосредственно главнокомандующему НРА Чан Кайши подчинялись только 300 тысяч, а всего под контролем нанкинского правительства был примерно 1 миллион человек, остальные же войска представляли силы местных милитаристов. Дополнительно, борьбу против японцев номинально поддерживали коммунисты, имевшие в северо-западном Китае партизанскую армию численностью приблизительно в 150 тысяч человек. Гоминьдан составил из 45 тысяч этих партизан 8-ю армию под командованием Чжу Дэ. Китайская авиация состояла из устаревших самолётов с малоопытными китайскими или наёмными иностранными экипажами. Обученные резервы отсутствовали. Китайская промышленность не была подготовлена к ведению большой войны.
В целом, по численности китайские вооружённые силы превосходили японские, однако существенно уступали по технической оснащённости, по выучке, по моральному состоянию, а главное — по своей организации.

## Планы сторон

### Японская империя
Японская империя ставила целью удерживать китайскую территорию, создавая в тылу различные структуры, позволявшие максимально эффективно контролировать захваченные земли. Армия должна была действовать при поддержке флота. Активно использовались морские десанты для стремительного захвата населённых пунктов без необходимости фронтального наступления на дальних подступах. В целом армия пользовалась преимуществами в вооружении, организации и мобильности, превосходством в воздухе и на море.

### Китайская республика
Китай имел плохо вооружённую армию с плохой организацией. Так, многие войсковые части и даже соединения не имели совершенно никакой оперативной мобильности, будучи привязанными к местам своей дислокации. В связи с этим оборонительная стратегия Китая основывалась на жёсткой обороне, локальных контратаках и на развёртывании партизанской войны в тылу противника. На характер военных действий также оказывала влияние политическая разобщённость страны. Коммунистическая партия Китая и Гоминьдан, выступая единым фронтом в борьбе против японцев и их союзников, координировали свои действия. Имея очень малочисленные ВВС с плохо обученными экипажами и устаревшей техникой, Китай прибегал к помощи СССР (на раннем этапе) и США, которая выражалась в поставках авиационной техники и материалов, отправке специалистов-добровольцев для участия в военных действиях и обучении китайских лётчиков.
В целом, как Гоминьдан так и КПК планировали оказывать яростное сопротивление японской агрессии и тех кто был вместе с ней (особенно после вступления Запада во главе с США и Британией в войну против Японии и её союзников), надеясь на разгром японцев и тех кто их поддерживал силами союзников и прилагая усилия к созданию и укреплению базиса для будущей войны за власть между собой (создание боеспособных войск и подполья, усиление контроля над неоккупированными районами страны, пропаганда и т. п.).

## Начало войны
Большинство историков приурочивает начало Японо-китайской войны к инциденту на мосту Марко Поло, произошедшему 7 июля 1937 года, однако некоторые китайские историки устанавливают отправную точку войны 18 сентября 1931 года, когда произошёл Мукденский инцидент, во время которого Квантунская армия под предлогом защиты железной дороги, связывавшей Порт-Артур с Мукденом, от возможных диверсионных действий китайцев в ходе «ночных учений», захватила мукденский арсенал и близлежащие городки. Китайским войскам пришлось отступить, и в ходе продолжившейся агрессии к февралю 1932 года вся Маньчжурия оказалась в руках японцев. После этого вплоть до официального начала Японо-китайской войны шли постоянные захваты японцами территорий в Северном Китае, различные по масштабу бои с китайской армией. С другой стороны, националистическое правительство Чан Кайши провело ряд операций по борьбе с милитаристами-сепаратистами и коммунистами.
7 июля 1937 года японские войска столкнулись с китайскими на мосту Лугоуцяо неподалёку от Пекина. Во время «ночных учений» пропал японский солдат. Японцы ультимативно потребовали от китайцев выдать солдата или открыть ворота города-крепости Ваньпин для его поисков. Отказ китайских властей привёл к перестрелке между японской ротой и китайским пехотным полком. Дело дошло до применения не только стрелкового оружия, но и артиллерии. Это послужило предлогом для полномасштабного вторжения в Китай. В японской историографии эта война традиционно называется «китайским инцидентом», так как изначально японцы не планировали масштабных боевых действий с Китаем.

## Первый период войны (июль 1937 — октябрь 1938)
После серии не увенчавшихся успехом переговоров китайской и японской сторон о мирном урегулировании конфликта 26 июля 1937 года Япония перешла к полномасштабным боевым действиям к северу от Хуанхэ силами 3 дивизий и 2 бригад (около 40 тысяч человек при 120 орудиях, 150 танках и бронемашинах, 6 бронепоездах и поддержке до 150 самолётов). Японские войска быстро захватили Пекин (Бэйпин) (28 июля) и Тяньцзинь (30 июля). В следующие несколько месяцев японцы продвигались на юг и запад, встречая слабое сопротивление, захватили провинцию Чахар и часть провинции Суйюань, дойдя до верхней излучины Хуанхэ у Баодина. Но к сентябрю из-за возросшей боеспособности китайской армии, нарастания партизанского движения и проблем со снабжением наступление замедлилось, и для расширения масштабов наступления японцы к сентябрю были вынуждены перебросить в Северный Китай до 300 тысяч солдат и офицеров.
8 августа — 8 ноября развернулось Второе Шанхайское сражение, в ходе которого многочисленные японские десанты в составе 3-го экспедиционного корпуса Мацуи при интенсивной поддержке с моря и воздуха сумели овладеть городом Шанхай, несмотря на сильное сопротивление китайцев; в Шанхае было образовано марионеточное прояпонское правительство. В это время японская 5-я дивизия Итагаки попала в засаду и была разгромлена на севере провинции Шаньси 115-й дивизией (под командованием Не Жунчжэня) из состава 8-й армии. Японцы потеряли 3 тысячи человек и основное вооружение. Пинсиньгуанское сражение имело большое пропагандистское значение в Китае и стало самым крупным сражением коммунистической армии с японцами за весь ход войны.
В ноябре — декабре 1937 японская армия провела наступление на Нанкин по реке Янцзы, не сталкиваясь с сильным сопротивлением. Чтобы остановить конфликт была созвана Брюссельская конференция, но страны-участницы ограничились лишь декларативными заявлениями, что в итоге лишь дало Японии повод чувствовать себя безнаказанно. Уже 12 декабря 1937 японская авиация совершила неспровоцированный налёт на английские и американские корабли, стоявшие близ Нанкина. В результате была потоплена канонерская лодка «Панай». Однако дипломатическими мерами конфликта удалось избежать. 13 декабря пал Нанкин, правительство эвакуировалось в город Ханькоу. Японская армия в течение 5 дней устраивала в городе кровавую резню гражданского населения, в результате которой погибло 200 тысяч человек. В результате боёв за Нанкин китайская армия потеряла все танки, артиллерию, авиацию и военно-морской флот.:346 14 декабря 1937 года в Пекине было провозглашено создание Временного правительства Китайской республики, контролировавшегося японцами.
В январе — апреле 1938 года возобновилось японское наступление на севере. В январе завершено завоевание Шаньдуна. Японские войска сталкивались с сильным партизанским движением и не могли эффективно контролировать захваченную территорию. В марте — апреле 1938 развернулась битва за Тайэрчжуан, в ходе которого 200-тысячная группировка регулярных войск и партизан под общим командованием генерала Ли Цзунжэня отрезала и окружила 60-тысячную группировку японцев, которым в конечном итоге удалось пробиться из кольца, потеряв 20 тысяч человек убитыми и большое количество военной техники. На оккупированной территории центрального Китая японцы 28 марта 1938 года провозгласили в Нанкине создание так называемого «Реформированного правительства Китайской республики».
В мае — июне 1938 года японцы перегруппировались, сосредоточив более 200 тысяч солдат и офицеров и около 400 танков против 400 тысяч плохо вооружённых китайцев, практически лишённых боевой техники, и продолжили наступление, в результате чего был взят Сюйчжоу (20 мая) и Кайфэн (6 июня). В этих боях японцы применяли химическое и бактериологическое оружие.
В мае 1938 была создана Новая 4-я армия под командованием Е Тина, сформированная из коммунистов и дислоцировавшаяся преимущественно в японском тылу к югу от среднего течения Янцзы.
В июне — июле 1938 китайцы остановили стратегическое наступление японцев на Ханькоу через Чжэнчжоу, разрушив дамбы, не дававшие разлиться реке Хуанхэ, и затопив окрестности. При этом погибло множество японских солдат, большое количество танков, грузовиков и орудий оказалось под водой или увязло в грязи. Но погибло также много китайских мирных жителей.
Изменив направление наступления на более южное, японцы овладели Ханькоу (25 октября) в ходе длительных, изнурительных боёв. Чан Кайши решил оставить трёхградье Ухань и перенёс свою столицу в Чунцин.
22 октября 1938 года японский морской десант, доставленный на 12 транспортных судах под прикрытием 1 крейсера, 1 эсминца, 2 канонерок и 3 тральщиков высадился по обе стороны пролива Хумэнь и взял штурмом китайские форты, охранявшие проход к Кантону. В тот же день китайские части 12-й армии без боя оставили город. В город вошли японские войска 21-й армии, захватившие склады с оружием, боеприпасами, снаряжением и продовольствием.
В целом, за первый период войны японская армия, несмотря на частные успехи, не смогла достигнуть главной стратегической цели — уничтожения китайской армии. Вместе с тем растянутость фронта, оторванность войск от баз снабжения и возрастающее китайское партизанское движение ухудшали положение японцев.

## Второй период войны (ноябрь 1938 — декабрь 1941)
Япония ввиду выявившейся острой нехватки ресурсов решила сменить стратегию активной борьбы на стратегию изматывания. Япония ограничивается лишь локальными операциями на фронте и переходит к усилению политической борьбы. Это было вызвано чрезмерным напряжением сил и проблемами контроля над враждебно настроенным населением оккупированных территорий. После захвата большинства портов японской армией, у Китая осталось только три пути для получения помощи от союзников — это узкоколейная дорога в Куньмин из Хайфона во Французском Индокитае; извилистая Бирманская дорога, пролегавшая в Куньмин через Британскую Бирму и, наконец, Синьцзянский тракт, проходивший от советско-китайской границы через Синьцзян и провинцию Ганьсу.
1 ноября 1938 Чан Кайши обратился к китайскому народу с призывом продолжать войну сопротивления Японии до победного конца. Коммунистическая партия Китая одобрила эту речь в ходе собрания молодёжных организаций Чунцина. В этом же месяце японским войскам удалось взять города Фусинь и Фучжоу при помощи морских десантов.
Япония делает предложения гоминьдановскому правительству о мире на некоторых выгодных для Японии условиях. Это усиливает внутрипартийные противоречия китайских националистов. Как следствие этого последовало предательство китайского вице-премьера Ван Цзинвэя, который бежал в захваченный японцами Шанхай.
В феврале 1939 в ходе Хайнаньской десантной операции японская армия под прикрытием кораблей 2-го флота Японии захватила города Цзюньчжоу и Хайкоу, потеряв при этом два транспортных судна и баржу с войсками.
С 13 марта по 3 апреля 1939 развернулась Наньчанская операция, в ходе которой японским войскам в составе 101-й и 106-й пехотной дивизии при поддержке десанта морской пехоты и массированном применении авиации и канонерских лодок удалось занять город Наньчан и ряд других городов. В конце апреля китайцы предприняли успешное контрнаступление на Наньчан, освободили город Хоань. Однако затем японские войска нанесли локальный удар в направлении города Ичан. В Наньчан японские войска снова вступили 29 августа.
В июне 1939 морскими десантами были взяты китайские города Шаньтоу (21 июня) и Фучжоу (27 июня).
В сентябре 1939 китайским войскам удалось остановить японское наступление в 18 км севернее города Чанша. 10 октября они перешли в контрнаступление против частей 11-й армии в направлении Наньчана, который им удалось занять 10 октября. В ходе операции японцы потеряли до 25 тыс. человек и более 20 десантных судов.
С 14 по 25 ноября японцы предприняли десантирование 12-тысячной войсковой группировки в районе Панкхоя. В ходе Панкхойской десантной операции и последовавшего наступления японцам удалось овладеть городами Панкхой, Циньчжоу, Дантонг и, наконец, 24 ноября, после ожесточённых боёв — Наньин. Однако наступление на Ланьчжоу было остановлено контратакой 24-й армией генерала Бай Чунси, и японская авиация приступила к бомбардировкам города. 8 декабря китайские войска при содействии Чжуньцзиньской авиагруппы советского майора С. Супруна остановили японское наступление из района г. Наньин на рубеже Куньлуньгуан, после чего (16 декабря 1939) силами 86-й и 10-й армий китайцы начали наступление с целью окружения Уханьской группировки японских войск. С флангов операцию обеспечивали 21-я и 50-я армии. В первый день операции японская оборона была прорвана, но дальнейший ход событий привёл к остановке наступления, отступлению на исходные позиции и переходу к оборонительным действиям. Уханьская операция провалилась из-за недостатков системы управления китайской армии
.
В марте 1940 Япония сформировала марионеточное правительство в Нанкине с целью получения политической и военной поддержки в борьбе с партизанами в глубоком тылу. Во главе встал перешедший на сторону японцев бывший вице-премьер Китая Ван Цзинвэй.
В июне-июле успехи японской дипломатии на переговорах с Великобританией и Францией привели к прекращению военных поставок в Китай через Бирму и Индокитай. 20 июня было заключено англо-японское соглашение о совместных действиях против нарушителей порядка и безопасности японских военных сил в Китае, по которому, в частности, Японии передавалось китайское серебро на сумму 40 млн долларов, хранившееся в английском и французском представительствах в Тяньцзине.
В мае-июне 1940 года японские войска провели успешную наступательную операцию в провинции Хубэй и захватили города Цзаоян и Ичан. Второе наступление, предпринятое в конце ноября в бассейне реки Ханьшуй, закончилось неудачей.
20 августа 1940 началось совместное широкомасштабное (участвовало до 400 тысяч человек) наступление китайских 4-й, 8-й армии (сформированных из коммунистов) и партизанских отрядов Коммунистической партии Китая против японских войск в провинциях Шаньси, Чахар, Хубэй и Хэнань, известное как «Битва ста полков». В провинции Цзянсу имел место ряд столкновений между коммунистическими армейскими частями и гоминьдановскими партизанскими отрядами губернатора Х. Дэциня, вследствие которых последние были разгромлены. Итогом китайского наступления стало освобождение территории с населением более 5 млн человек и 73 крупных населённых пунктов. Потери в личном составе сторон были примерно равными (около 20 тыс. человек с каждой стороны).
18 октября 1940 года Уинстон Черчилль принял решение вновь открыть Бирманскую дорогу. Это было сделано с одобрения США, намеревавшихся осуществлять в Китай военные поставки по ленд-лизу.
В январе 1941 в провинции Аньхой воинские формирования гоминьдана напали на части 4-й армии Коммунистической партии. Её командующий Е Тин, прибывший в штаб гоминьдановских войск для переговоров, был обманом арестован. Это было вызвано игнорированием приказов Чан Кайши Е Тином о наступлении против японцев, из-за чего последний был предан военному суду. Ухудшились отношения между коммунистами и националистами. Тем временем 100-тысячная японская армия провела неудачное наступление на юге провинции Хэнань с целью соединить Центральный и Северный фронты.
К марту 1941 г. против районов, контролируемых Коммунистической партией Китая (далее — КПК), сосредоточились две крупные оперативные группы гоминьдановского правительства: на северо-западе 34-я армейская группа генерала Ху Цзуннаня (16 пехотных и 3 кавалерийские дивизии) и в районе провинций Аньхой и Цзянсу — 21-я армейская группа генерала Лю Пинсяна и 31-я армейская группа генерала Тан Эньбо (15 пехотных и 2 кавалерийские дивизии). 2 марта КПК выдвинуло новые «Двенадцать требований» китайскому правительству для достижения соглашения между коммунистами и националистами.
13 апреля был подписан Советско-японский договор о нейтралитете, гарантирующий СССР невступление в войну Японии на советском Дальнем Востоке, если Германия всё же начнёт войну с Советским Союзом.
В мае 1941 года японская армия нанесла войскам гоминьдановского Китая наиболее крупное поражение во время наступления в южной части Шаньси. Другие наступлений японской армии, предпринятые в течение 1941 года, (Ичанская операция, Фуцзянская десантная операция, Ичанская операция и Вторая Чаншайская операция) и воздушные бомбардировки Чунцина (временной столицы Китая) не дали особых результатов и не привели к изменению соотношения сил на театрах военных действий.

## Третий период войны (декабрь 1941 — август 1945)
7 декабря 1941 года Япония напала на колонии США, Великобритании и Нидерландов в Юго-Восточной Азии, что изменило баланс противоборствующих сил в Азиатско-Тихоокеанском регионе. Уже 8 декабря японцы начали бомбардировки британского Гонконга и наступление силами 38-й пехотной дивизии. 9 декабря правительство Чан Кайши объявило войну «странам оси»: Германии и Италии, а 10 декабря — Японии (война до этого времени шла без формального объявления). Китайский фронт перестал быть приоритетным для японского командования, на южное направление было переброшено 10 японских дивизий, в том числе пять с китайского фронта.
24 декабря японцы предпринимают третье за войну контрнаступление на Чанша, а 25 декабря части 38-й пехотной дивизии японской императорской армии взяли Гонконг, принудив остатки британского гарнизона (12 тысяч человек) сдаться в плен, при этом потери японских войск в ходе боёв за остров составили 3 тысячи человек. Третья Чаншайская операция не увенчалась успехом и завершилась 15 января 1942 года отходом японских частей 11-й армии на исходные позиции.
26 декабря заключён договор о военном союзе между Китаем, Великобританией и США. Также было создано коалиционное командование для согласования военных действий союзников, которые выступили против японцев единым фронтом. Так, в марте 1942 года китайские войска в составе 5-й и 6-й армий под общим командованием американского генерала Стилвелла (начальника генштаба китайской армии Чан Кайши) прибыли из Китая в Британскую Бирму по Бирманской дороге для борьбы с японским вторжением.
В мае-июне японцы провели Чжэцзян-Цзянсийскую наступательную операцию, взяв несколько городов, военно-воздушную базу Лишуй и Чжэцзян-Хунаньскую железную дорогу. Несколько китайских частей оказались в окружении (части 88-й и 9-й армий).
Японские войска в Китае действовали ограниченными силами вдоль дорог, оставляя незанятыми большие пространства, на которых можно было разворачивать партизанскую борьбу. На протяжении всего периода 1941—1943 годов японцы проводили карательные операции против коммунистических войск. Это было вызвано необходимостью борьбы со всё возраставшим партизанским движением. Так, за год (с лета 1941 до лета 1942 г.) в результате карательных операций японских войск территория партизанских районов КПК сократилась вдвое. Части 8-й армии и Новой 4-й армии КПК в боях с японцами потеряли за это время до 150 тысяч бойцов. Однако коммунистические силы отвлекали на себя 64 % японских войск в Китае.
В июле-декабре 1942 года происходят бои местного значения, а также несколько локальных наступлений как китайских, так и японских войск, особо не повлиявших на общий ход военных действий. В 1942—1943 годах китайские войска, насчитывавшие тогда 5-6 млн человек, не предприняли практически ни одной серьезной наступательной операции. В 1941—1943 годах Япония несла самые малые потери за все годы своей войны в Китае.
Из-за захвата японцами Бирмы, поставки грузов в Китай сократились ещё сильнее, и стала ощущаться острая нехватка вооружения и боеприпасов в частях китайской армии. В ответ англичане начинают строить дорогу Ледо от индийского города Ассам до Бирманской дороги, в обход оккупированной Японией территории.
В 1943 году оказавшийся в практической изоляции Китай был очень ослаблен. Япония же использовала тактику небольших локальных операций, так называемых «рисовых наступлений», ставящих целью измотать китайскую армию, захватить провиант на вновь оккупированных территориях и лишить его и без того голодающего противника. В этот период активно действует китайская авиагруппа бригадного генерала Клэра Шеннолта, сформированная из добровольческой группы «Летающие тигры», действовавшей в Китае с 1941 года.
9 января 1943 года нанкинское марионеточное правительство в Китае объявило войну Великобритании и США.
Начало года характеризовалось локальными боями японской и китайской армий. В марте японцы без успеха пытались окружить китайскую группировку в районе Хуайинь — Янчэнху в провинции Цзянсу (Хуайинь-Янчэнская операция).
25 марта Чан Кайши издал указ о мобилизации в армию женщин в возрасте от 18 до 45 лет.
В мае 1943 года 11-я японская армия перешла в наступление с плацдарма на реке Ичан в направлении временной китайской столицы города Чунцин, однако была контратакована китайскими частями и отступила на исходные позиции.
В августе 1943 года китайская армия успешно отразила одно из так называемых японских «рисовых наступлений» в провинции Хунань, а затем в ноябре одержала победу в сражении при Чандэ.
В 1944—1945 годах установилось фактическое перемирие между японцами и китайскими коммунистами. Японцы совершенно прекратили карательные рейды против коммунистов. Это было выгодно обеим сторонам — коммунисты получали возможность упрочить контроль над Северо-Западным Китаем, а японцы высвободили силы для войны на юге:418.
Японское командование приняло на 1944 год общий план операции под кодовым названием «Ити-го» (план активной обороны на Тихом океане) и в качестве части его — план наступательной операции в Китае, целью которого было создание сквозной коммуникационной линии от Маньчжурии до границ Индокитая и Бирмы. Операция планировалась в два этапа.
14 апреля 1944 года части 12-й японской армии Северного фронта перешли в наступление против китайских войск 1-го военного района (ВР) в направлении гг. Чжэнчжоу, Цюэшань, прорвав китайскую оборону с помощью бронетехники. Тем самым было положено начало Пекин-Ханькоуской операции; на день позже навстречу им двинулись части 11-й армии Центрального фронта из района г. Синьян, перейдя в наступление против 5-го китайского военного района с целью окружения китайской группировки в долине р. Хуайхэ. К участию в этой операции на главных направлениях привлекалось 148 тысяч японских солдат и офицеров. Наступление было успешно завершено к 9 мая. Части обеих армий соединились в районе города Цюэшань. В ходе операции японцами был захвачен стратегически важный город Чжэнчжоу (19 апреля), а также Лоян (25 мая). В руках японцев оказалась большая часть территории провинции Хэнань и вся железнодорожная линия от Пекина до Ханькоу.
Дальнейшим развитием наступления японской армии явились Хунань-Гуйлиньская операция и Гуйлинь-Лючжоуская операция, проведённые 11-й и 23-й армий против китайских войск 4-го военного района. В мае — сентябре наступление японцев в направлении Лючжоу привела к падению Чанши и Хэньяна.
В это же время китайцы провели наступление в провинции Юньнань силами группы «Y». Войска наступали двумя колоннами, форсировав реку Салуин. Южная колонна окружила японцев в Лунлине, однако после ряда японских контратак была оттеснена. Северная колонна наступала успешнее, захватив город Тэнчун при поддержке американской 14-й воздушной армии.
4 октября японским десантом с моря был взят город Фучжоу. В этом же месте начинается эвакуация войск 4-го ВР Китая из городов Гуйлинь, Лючжоу и Наньинь, 10 ноября 31-я армия этого ВР была вынуждена капитулировать перед 11-й армией Японии в городе Гуйлинь.
20 декабря японские войска, наступающие с севера, из района г. Гуанчжоу и из Индокитая, соединились в г. Нанлу, установив сквозное железнодорожное сообщение через весь Китай от Кореи до Индокитая.
В конце года американская авиация перебросила две китайские дивизии из Бирмы в Коммунистический Китай.
1944 год характеризовался также успешными действиями американского подводного флота у китайских берегов.
10 января 1945 года части группы войск генерала Вэй Лихуана освободили г. Ваньтин и перешли китайско-бирманскую границу, вступив на территорию Бирмы, а 11 января войска 6-го фронта японцев перешли в наступление против китайского 9-го ВР в направлении городов Ганьчжоу, Ичжан, Шаогуань.
В январе — феврале японская армия возобновила наступление в Юго-Восточном Китае, заняв обширные территории в прибрежных провинциях — между Уханью и границей Французского Индокитая. Были захвачены ещё три военно-воздушные базы американской 14-й воздушной армии Ченнолта.
В марте 1945 года японцы предприняли очередное наступление с целью захвата урожая в Центральном Китае. Силы 39-й пехотной дивизии 11-й армии ударили в направлении города Гучэн (Хэнань-Хубэйская операция). В марте — апреле японцам удалось также взять две американские авиабазы в Китае — Лаохотоу и Лаохэкоу.
5 апреля СССР в одностороннем порядке денонсировал пакт о нейтралитете с Японией в связи с обязательствами советского руководства, данными на Ялтинской конференции в феврале 1945 года, вступить в войну против Японии через три месяца после победы над Германией, которая на тот момент была уже близка.
Понимая, что его силы слишком растянуты, генерал Ясудзи Окамура, стремясь укрепить размещённую в Маньчжурии Квантунскую армию, которой угрожало вступление в войну СССР, начал перебрасывать войска на север.
В результате китайского контрнаступления к 30 мая был перерезан коридор, ведущий в Индокитай. К 1 июля 100-тысячная японская группировка была окружена в Кантоне, а ещё около 100 тысяч под ударами американских 10-й и 14-й воздушных армий вернулись в Северный Китай. 27 июля они оставили одну из захваченных ранее американских военно-воздушных баз в Гуйлине.
В мае китайские войска 3-го ВР провели наступление на Фучжоу и сумели освободить город от японцев. Активные операции японцев как здесь, так и в других районах, в целом были свёрнуты, и армия перешла к обороне.
В июне-июле японцы и китайские националисты провели ряд карательных операций против коммунистического Особого района и частей КПК.

## Четвёртый период войны (август 1945 — сентябрь 1945)
8 августа 1945 СНК СССР официально присоединился к Потсдамской декларации США, Великобритании и Китая и объявил войну Японии. К этому времени Япония была уже обескровлена, и её способность продолжать войну была минимальной.
Советские войска, пользуясь количественным и качественным превосходством войск, перешли в решительное наступление в Северо-Восточном Китае и быстро смяли японскую оборону. (См.: Советско-японская война).
В то же время развернулась борьба между китайскими националистами и коммунистами за политическое влияние. 10 августа главком войск КПК Чжу Дэ отдал приказ о переходе коммунистических войск в наступление против японцев на всём фронте, а 11 августа Чан Кайши отдал аналогичный приказ о переходе в наступление всех китайских войск, но особо оговаривалось, что в этом не должны принимать участие коммунистические 4-я и 8-я армии. Несмотря на это, коммунисты перешли в наступление. Как коммунисты, так и националисты заботились теперь в первую очередь об установлении своей власти в стране после победы над стремительно проигрывающей союзникам Японией. При этом СССР негласно поддерживал в первую очередь коммунистов, а США — националистов.
Вступление в войну СССР ускорило окончательный разгром и поражение Японии.
14 августа, когда стало ясно, что Квантунская армия потерпела сокрушительное поражение, японский император заявил о капитуляции Японии.
14—15 августа было заявлено о прекращении огня. Но несмотря на это решение, отдельные японские части и подразделения продолжали отчаянное сопротивление на всём театре военных действий до 7—8 сентября 1945 года.:477
2 сентября 1945 в Токийском заливе, на борту американского линкора «Миссури», представителями США, Великобритании, СССР, Франции и Японии подписан акт о капитуляции японских вооруженных сил. 9 сентября 1945 года Хэ Инцинь, представлявший одновременно правительство Китайской республики и Союзное командование в Юго-Восточной Азии, принял капитуляцию от командующего японскими войсками в Китае генерала Окамура Ясудзи. Так завершилась Вторая мировая война в Азии.

## Применение химического оружия
Армией Японской империи против войск Китая применялось химическое оружие, что при массовом его применении и практически полном отсутствии химзащиты и химразведки китайских войск приводило к большим потерям в их рядах.
Также, в результате действий Отряда 731 было замучено и убито больше 700 человек, ещё большее количество умерло от результатов применения биологического оружия впоследствии.

## Иностранная помощь Китаю

### Военная, дипломатическая и экономическая помощь СССР
СССР в 1930-х годах планомерно проводил курс политической поддержки Китая как жертвы японской агрессии. Благодаря тесным контактам с Коммунистической партией Китая и тяжёлому положению, в которое был поставлен Чан Кайши стремительными военными действиями японских войск, СССР явился активной дипломатической силой при сплочении сил Гоминьдановского правительства и Коммунистической партии Китая.
В августе 1937 был подписан договор о ненападении между Китаем и СССР, а нанкинское правительство обратилось к последнему с просьбой о материальной помощи. 1 марта 1938 года было подписано советско-китайское соглашение, согласно которому СССР предоставлял Китаю кредит в 50 млн на приобретение советских товаров, а также на их доставку до китайской территории, причем кредит и проценты по нему должны были быть погашены поставками китайских товаров:89-90. 13 июня 1939 года было заключено двустороннее соглашение о новом советском кредите Китаю в размере 150 млн сроком на 10 лет:93.
Почти полная утрата Китаем возможностей постоянных отношений с внешним миром отвели провинции Синьцзян первостепенное значение как одной из важнейших сухопутных связей страны с СССР и Европой. Поэтому в 1937 году китайское правительство обратилось к СССР с просьбой оказать помощь в создании автомобильной трассы Сары-Озек — Урумчи — Ланьчжоу для доставки в Китай из СССР оружия, самолётов, боеприпасов и т. д. Советское правительство ответило согласием и дорога была построена.
С 1937 по 1941 год СССР регулярно осуществлял поставки вооружения, боеприпасов и пр. в Китай по морю и через провинцию Синьцзян. Первая партия советских военных самолётов (225 боевых самолёта, в том числе 163 истребителя) вместе с летчиками-добровольцами прибыла в Китай 22 октября 1937 г. Основной поток вооружения и боевой техники шел по морю (с ноября 1937 года по февраль 1938 года) из Одессы, так как этот путь был удобнее — один пароход вез 10 тыс. тонн груза, а один автомобиль лишь 1 тонну (кроме того, для каждого грузовика требовалось ещё 15 верблюдов для подвозки горючего):103-104. Но после установления японцами морской блокады китайского побережья приоритетным стал именно сухопутный маршрут. Для обеспечения перевозок горючего в 1938 году было заключено соглашение между властями СССР, Китая и провинции Синьцзян о строительстве в Тушанцзы нефтеперегонного завода, который начал работу в 1939 году (после того, как советские геологи убедились в наличии в этом районе нефти):105-107. С июля 1940 года все поставки советских вооружений и боеприпасов в Китай стали осуществляться через Синьцзян по «трассе Z», пролегавшей от советской среднеазиатской границы до Ланьчжоу. Они осуществлялись секретно, так как 13 апреля 1941 года был подписан Пакт о нейтралитете между СССР и Японией. Для эксплуатации трассы в Синьцзяне базировались советские автомобильные подразделения.
16 июня 1939 года был подписан советско-китайский торговый договор, касавшийся торговой деятельности обоих государств. В 1937—1940 годах в Китае работало свыше 300 советских военных советников. Всего же в эти годы там работало свыше 5 тыс. советских граждан, в том числе А. Власов и В. И. Чуйков, который оставил воспоминания, изданные позднее под названием «Миссия в Китае». Среди них были лётчики-добровольцы, преподаватели и инструкторы, рабочие по сборке самолётов и танков, авиационные специалисты, специалисты-дорожники и мостовики, транспортники, медики и, наконец, военные советники.
К началу 1939 года, благодаря усилиям военных специалистов из СССР, резко упали потери в китайской армии. Если в первый год войны китайские потери убитыми и ранеными составляли 800 тыс. человек (5:1 к потерям японцев), то за второй год они сравнялись с японскими (300 тыс.).
1 сентября 1940 года в Урумчи был произведён пуск первой очереди нового авиасборочного завода, построенного советскими специалистами.
Всего за период 1937—1941 годов из СССР Китаю было поставлено: самолётов 1285 (из них — истребителей 777, бомбардировщиков — 408, учебных — 100), орудий разных калибров — 1600, лёгких танков Т-26 — 82, пулемётов станковых и ручных — 14 тыс., автомашин и тракторов — 1850.
В 1942—1943 годах в связи с ухудшением отношений советские предприятия в Синьцзяне (нефтеперегонный и авиасборочный (№ 600) заводы) были демонтированы, а их оборудование вывезено в СССР.

#### Боевые действия советских лётчиков
ВВС Китая имели около 100 самолётов. Япония же обладала десятикратным превосходством в авиации. Одна из самых крупных японских авиабаз располагалась на Тайване, близ Тайбэя.
К началу 1938 года из СССР в Китай в рамках «Операции Зет» прибыла партия новых бомбардировщиков СБ. Главный военный советник по ВВС комбриг П. В. Рычагов и военно-воздушный атташе П. Ф. Жигарев (будущий главком ВВС СССР) разработали смелую операцию. В ней должны были принять участие 12 бомбардировщиков СБ под командованием полковника Ф. П. Полынина. Налёт состоялся 23 февраля 1938 года. Цель была успешно поражена, все бомбардировщики вернулись на базу.

#### Конец сотрудничества
Нападение Германии на Советский Союз и развёртывание военных действий союзников на Тихоокеанском театре привели к ухудшению советско-китайских отношений, так как китайское руководство не верило в победу СССР над Германией и, с другой стороны, переориентировало свою политику на сближение с Западом. В 1942—1943 годах экономические связи между обоими государствами резко ослабли. 

В марте 1942 года СССР был вынужден начать отзыв своих военных советников из-за антисоветских настроений в китайских провинциях. 

В мае 1943 года Советское правительство было вынуждено, после заявления решительного протеста в связи с бесчинствами синьцзянских гоминьдановских властей, закрыть все торговые организации и отозвать своих торговых представителей и специалистов.

### Военная, дипломатическая и экономическая помощь США и их союзников
В первые месяцы войны американская помощь Китаю была невелика и значительно уступала объему американских военных поставок в Японию. Доктор исторических наук Анатолий Кошкин пришел к выводу, что военная помощь США и Великобритании Китаю в начальный период японо-китайской войны была символической. Так с июля 1937 года по январь 1938 года США поставили Китаю 11 самолетов и 450 тонн пороха. Одновременно США увеличили поставки военных материалов в Японию. Торговый атташе США в Китае отмечал значительную роль американского снаряжения в японских операциях в Китае:

Если кто-либо последует за японскими армиями в Китае и удостоверится, сколько у них американского снаряжения, то он имеет право думать, что следует за американской армией…
С декабря 1937 ряд событий (нападение на американскую канонерскую лодку «Пэнэй», резня в Нанкине и др.) повернули общественное мнение США, Франции и Великобритании против Японии и пробудили определённые страхи относительно японской экспансии. Это побудило правительства указанных стран начать обеспечение Гоминьдана кредитами на военные нужды. Кроме того, Австралия не разрешила одной из японских компаний приобрести железорудную шахту на своей территории, а в 1938 г. запретила экспорт в Японию железной руды . Япония ответила вторжением в Индокитай в 1940, перерезав Китайско-вьетнамскую железную дорогу, по которой Китай импортировал вооружение, топливо, а также около 10 000 тонн материалов от западных союзников ежемесячно.
В середине 1941 года правительство США профинансировало создание Американской добровольческой группы, возглавленной Клэром Ли Шеннолтом, для замены оставивших Китай советских самолётов и добровольцев. Успешные боевые действия этой группы вызывали широкий общественный резонанс на фоне тяжёлой обстановки на других фронтах, а боевой опыт, приобретённый пилотами, использовался на всех театрах военных действий. В 1943 году на базе этой группы была создана 14-я воздушная армия США, воевавшая в том числе в китайском небе до конца войны.
Чтобы оказать давление на японскую армию в Китае, США, Великобритания и Нидерланды установили эмбарго на торговлю нефтью и сталью с Японией. Утрата импорта нефти сделала для Японии невозможным продолжение войны в Китае. Правящие круги Японии выбрали насильственное решение вопроса поставок, что ознаменовалось нападением японского императорского флота на Пёрл-Харбор 7 декабря 1941.

### Военная, дипломатическая и экономическая помощь Германии
В предвоенный период Германия и Китай тесно сотрудничали в экономической и военной сферах. Германия помогала Китаю в модернизации промышленности и армии в обмен на поставки китайского сырья. Более половины германского экспорта военного снаряжения и материалов в период перевооружения Германии в 30-е годы приходилось на Китай. 30 новых китайских дивизий, которые планировались экипировать и обучить при помощи немцев, так и не были созданы из-за отказа Адольфа Гитлера от дальнейшей поддержки Китая. К 1938 году эти планы не были реализованы. Такое решение во многом было связано с переориентацией германской политики на заключение союза с Японией. Политика Германии особенно сместилась в сторону сотрудничества с Японией после подписания Антикоминтерновского пакта.

## Иностранная помощь Японии
В 1937—1939 США продали Японии военные материалы и сырье на сумму 511 млн долларов.
Боевые действия в районе Халхин-Гола совпали с переговорами японского министра иностранных дел Хатиро Ариты с английским послом в Токио Робертом Крейги. В июле 1939 г. между Англией и Японией было заключено соглашение, по которому Великобритания признала японские захваты в Китае (тем самым оказав дипломатическую поддержку агрессии против МНР и её союзника — СССР). В это же время правительство США продлило на шесть месяцев аннулированный ранее торговый договор с Японией, а затем полностью восстановило его. В рамках соглашения Япония закупила грузовики для Квантунской армии, станки для авиазаводов на 3 млн долларов, стратегические материалы (до 16.10.1940 — стальной и железный лом, до 26.07.1941 — бензин и нефтепродукты) и др. Новое эмбарго было наложено только 26 июля 1941.

## Итоги
Основной причиной поражения Японии во Второй мировой войне стал разгром советскими войсками в августе-сентябре 1945 года крупнейшей японской сухопутной армии, Квантунской, а также боевые действия американских и британских вооружённых сил на море и в воздухе, что позволило освободить территорию Китая.
Несмотря на численное превосходство над японцами, эффективность и боеспособность китайских войск была очень низкой, по большей части, в силу более отсталого вооружения китайской армии, которая понесла в 8,4 раза больше потерь, чем японская сторона.
Военная помощь и боевые действия вооруженных сил СССР, а также вооружённых сил западных союзников спасли Китай от полного разгрома.
Японские войска в Китае формально капитулировали 9 сентября 1945. Японо-китайская, а вместе с ней и Вторая мировая война в Азии, закончилась полной капитуляцией Японии перед союзниками.

### Потери сторон
- Китайские источники приводят цифру в 35 млн. — общее количество потерь убитыми и ранеными (вооружённые силы и гражданское население)[40]. По данным Рудольфа Руммеля, более 19,44 млн человек, в число которых входят: 3,832 млн военных потерь; 3,252 млн потерь гражданского населения; 6,157 млн жертв репрессий, проводившихся правительством Китая и 2,25 млн жертв голода (Руммель утверждает, что голод не был преднамеренно организован, а возник из-за климатических условий)[41]. По советским данным, китайские войска потеряли убитыми и ранеными 3,8 млн человек, а жертвы среди мирного населения составили примерно 18 млн человек[21].
- По китайским подсчетам, японская армия за восемь лет войны потеряла убитыми в Китае 447 тыс. человек, что составляет 39 % общих потерь Японии во Второй мировой войне. Но японские источники приводят другие цифры, по их данным, потери японцев убитыми в Китае от общего их числа за Вторую мировую войну оцениваются в 18 %[21].

### Положение на оккупированных Японией территориях
По отношению к местному населению применялась тактика террора. Японские военнослужащие совершали массовые убийства и изнасилования гражданского населения. Отрицание массового убийства и ревизионистский подход к этому историческому событию стали составной частью японского национализма. Возможно, наиболее известным из зверств стало соревнование в убийстве людей между двумя японскими офицерами, статьи о котором появились в токийской Tokyo Nichi Nichi Shimbun и англоязычном Japan Advertiser. Соревнование состояло в том, что два офицера старались как можно быстрее убить сто человек, используя только мечи, и состязались друг с другом в достижении результата на скорость. Освещалось оно японской прессой как спортивное событие с ежедневными отчётами о набранных очках.
Созданный императором Хирохито в 1932 году, «Отряд 731» (чтобы подготовить площадку для секретного комплекса, были сожжены 300 китайских крестьянских домов) производил опыты над живыми людьми (преимущественно китайцами), например вскрытие живого человека. Живое вскрытие состояло в том, что у подопытных под наркозом или под местной анестезией постепенно извлекали все жизненно важные органы, один за другим, начиная с брюшины и грудной клетки и заканчивая головным мозгом. Ещё живые органы, называемые «препаратами», уходили на дальнейшие исследования в разные отделы отряда.
Изучались пределы выносливости человеческого организма в определённых условиях — например, на больших высотах или при низкой температуре. Для этого людей помещали в барокамеры, фиксируя на киноплёнку агонию, обмораживали конечности и наблюдали наступление гангрены. Если заключённый, несмотря на заражение его смертоносными бактериями, выздоравливал, то это не спасало его от повторных опытов, которые продолжались до тех пор, пока не наступала смерть. «Опытные образцы» (люди) никогда не покидали лаборатории живыми.

## Военные преступления
- Нанкинская резня 1937 года.
- Бесчеловечные опыты над военнопленными и мирным населением при создании бактериологического оружия (Отряд 731).
- Жестокое обращение и казни военнопленных[43][44]